# Campionato francese di hockey su pista 1919
Il Campionato francese 1919 è stato il 5º campionato nazionale francese di hockey su pista di prima divisione.

È stato organizzato dalla Federazione di pattinaggio della Francia.

A vincere il titolo di campione di Francia è stato il Paris per la seconda volta nella sua storia.

## Squadre partecipanti
| Club  | Sponsor | Città  | Impianto interno |
| ----- | ------- | ------ | ---------------- |
| Paris |         | Parigi |                  |

## Campioni
| Campione di Francia 1919    |
| --------------------------- |
| Paris Hockey Club 2º titolo |